# Super Hexagon

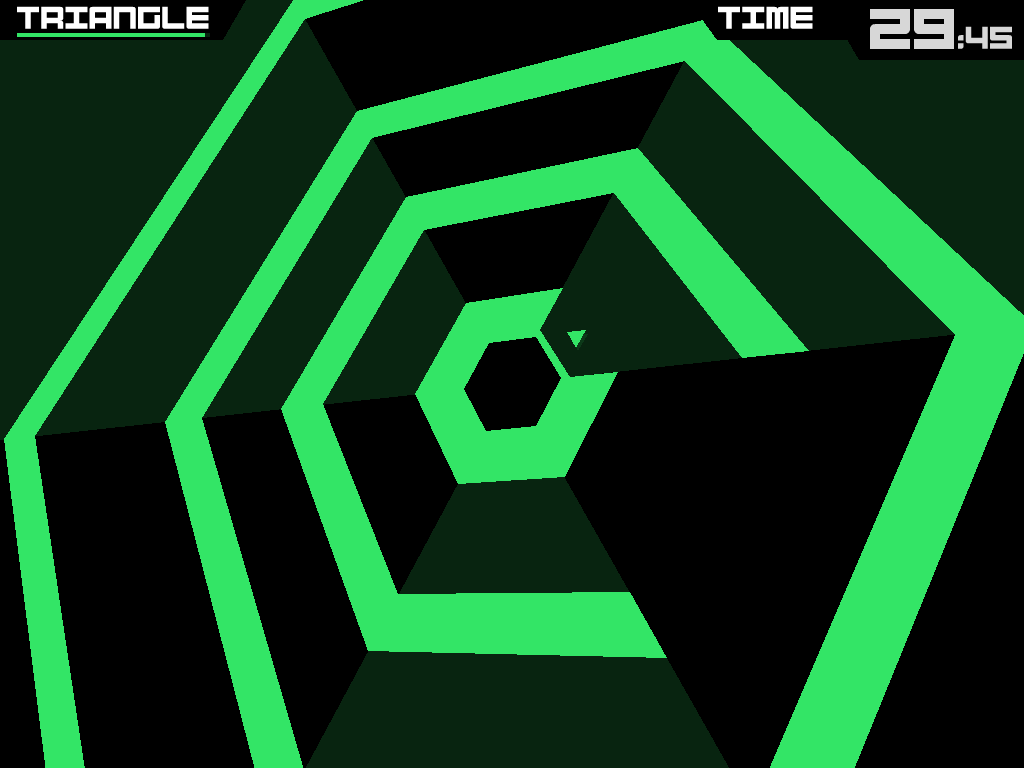
プレイ画面

『Super Hexagon』（スーパーヘキサゴン）は、アイルランドのデベロッパーであるテリー・カバナーによって製作されたインディーゲーム（同人ゲーム）。楽曲はNiamh Houston（クレジットはChipzel）。
2012年8月31日にiOSのApp Storeでリリースされ、3か月後の11月27日にMicrosoft Windows、OS Xでリリースされた。
Android版は2013年1月19日にリリースされ、BlackBerry 10版やLinux版は同年2月にリリースされた。

## 内容
三角形を操作して、次々に迫って来る五角形や六角形の一辺一辺から伸びているレール上を走ってくる壁を避けることが目標。壁に衝突するとゲームオーバー。
モードは3種、後述するHyper Modeを含めると最大で6つある。迫って来る壁は基本的にはランダムだが、各モードごとのパターンによって短く区切られている。
- 「Hexagon」のみ、レールが五角形や四角形に変化することがある。
- 「Hexagoner」はレールの変更がなくなるが、壁のパターンが少し複雑化している。
- 「Hexagonest」は三角形の操作速度を含め、ゲームスピードが全体的に高速化している。

各モードでは壁に接触せずプレイし続けた規定時間毎に「Point」〜10秒「Line」〜20秒「Triangle」〜30秒「Square」〜45秒「Pentagon」〜60秒「Hexagon」というレベルが設定され、時間経過によってレベルが上がると画面の回転や壁の出現間隔が少しずつ速まっていく。
最高レベルの「Hexagon」に到達するとそのモードはクリアとなり、対応する「Hyper Mode」がアンロックされる。
それぞれのHyper ModeのレベルPointは元モードのレベルHexagonに相当する。「Hexagonest Hyper Mode」をクリアするとエンディング。
音楽はNiamh Houston（Chipzel）によってチップチューンで作成されている。

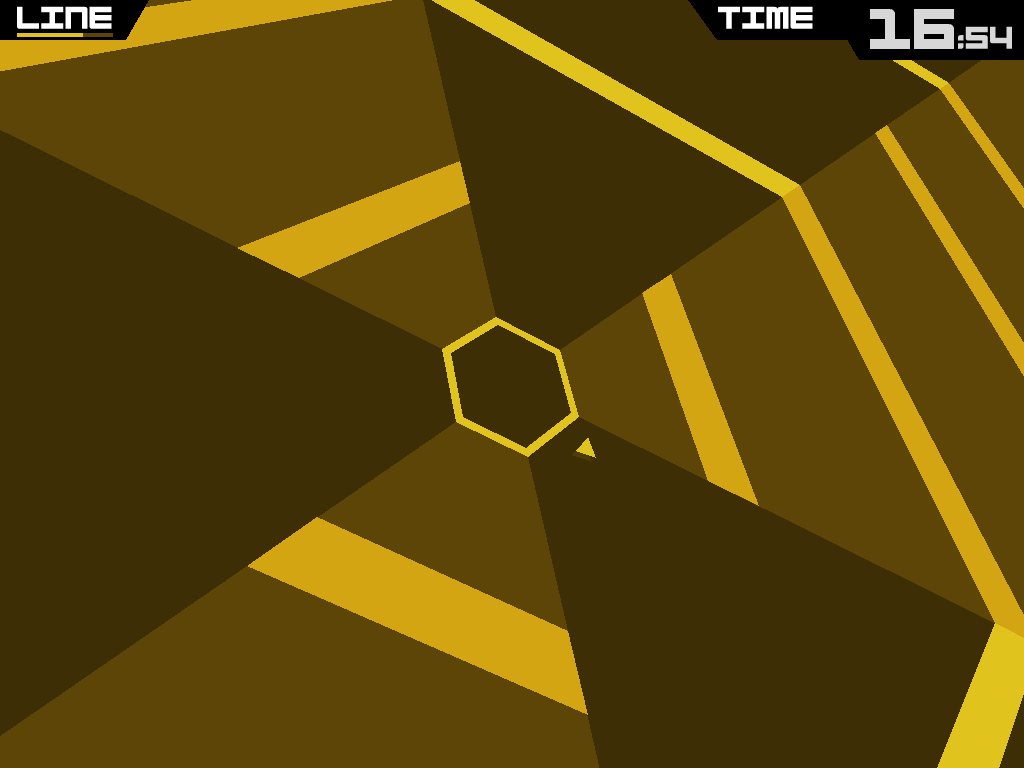
「Hexagon」プレイ画面
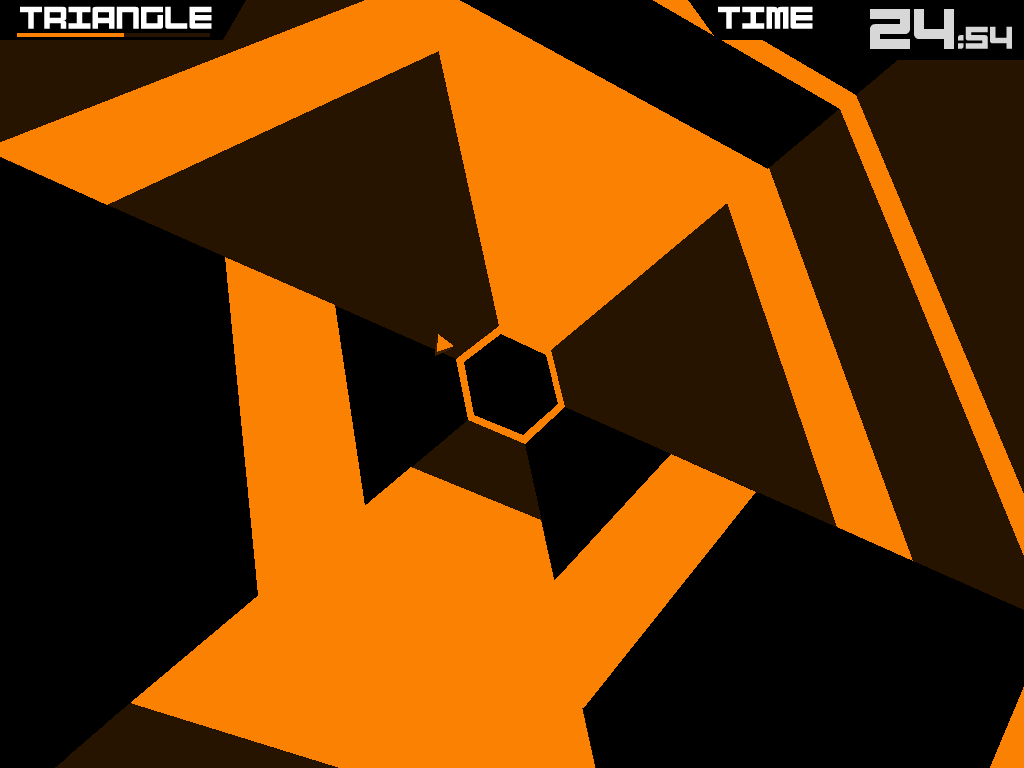
「Hexagoner」プレイ画面
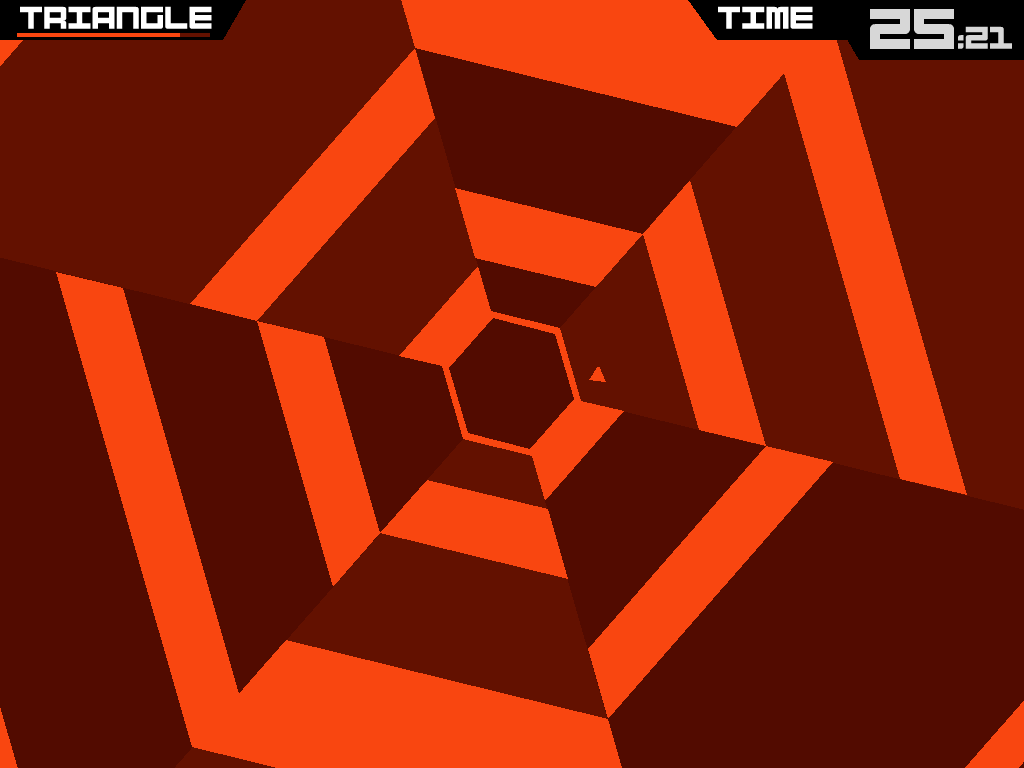
「Hexagonest」プレイ画面

## 評価
- 2012年、App Storeの「ベスト・オブ・ゲーム」にノミネート[5]。
- Seumas McNally Grand Prizeの佳作にノミネート[6]。
- 2013年、第9回ブリティッシュ・アカデミー・ビデオ・ゲームズ・アワード（英語版）にノミネート。